# Distichia muscoides
Espèce
Synonymes
- Agapatea peruviana   Steud.   (1857) not validly published
- Distichia tolimensis  (Decne.) Buchenau  (1880)
- Goudotia tolimensis   Decne.  (1845)
- Gaimardia boliviana   Pax  (1908)[1]

Distichia muscoides est une espèce de plante de la famille des joncs, les Juncaceae. Elle est originaire des Andes d'Amérique du Sud, où elle pousse dans les zones humides des hautes terres appelées bofedales. Le nom local est  qachu-paco (prononcez « catchou paco»). Ce nom vernaculaire est issu d'un heureux mélange d'Espagnol et d'Aymara, une langue parlée par le peuple éponyme sur l'Altiplano, au sud du Pérou et à l'ouest de la Bolivie .

## Description

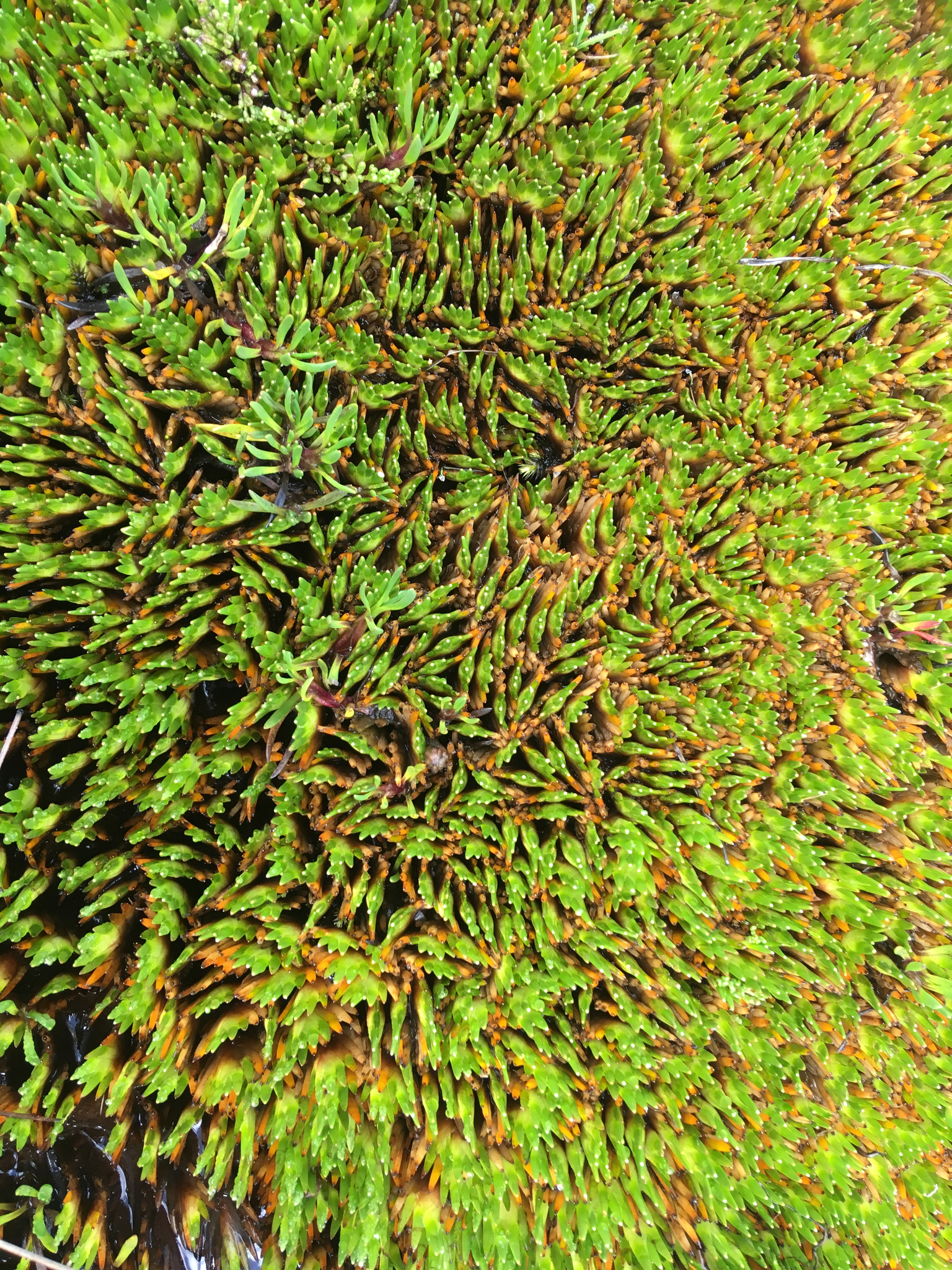
Detail

D. muscoides est une plante en coussin, formant des feuilles ou des touffes de tiges et de feuilles courtes et densément tassées, à feuilles persistantes, formant une surface ferme et relativement plate ; les pousses et les feuilles individuelles ne mesurent que quelques millimètres de long et poussent tout au long de l'année. Dans des endroits favorables, la croissance peut atteindre 5 cm en un an .

## Distribution et habitat
D. muscoides se trouve à haute altitude en Colombie, en Équateur, au Pérou, en Bolivie et dans le nord-ouest de l'Argentine . Il forme de grands coussins dans les Andes tropicales, dominant la flore des hautes terres accumulant de la tourbe, connues localement sous le nom de « bofedales ». Ces zones ont des nappes phréatiques élevées et d'épaisses couches de tourbe pouvant atteindre environ 5 m d'épaisseur .
Qachu-paco signifie «herbe-femme», les Aymaras attribuant à cette plante deux caractères considérés comme féminins : la douceur, au toucher, contrairement aux autres « paco » qui sont des plantes piquantes et la vertu nourricière, pour le bétail .

## Écologie
Dans les chaînes de montagnes colombiennes, D. muscoides est un constituant important de la tourbière coussinée, en association avec Plantago rigida et Oreobolus cleefii . Dans la Cordillère tropicale du Pérou, les zones humides des hautes terres sont appelées bofedales ; les tourbières présentent des coussins de Distichia muscoides avec des mousses, notamment Sphagnum, Vaccinium floribundum, Puya et Loricaria ferruginea . Les autres communautés végétales des bofedales comprennent des prairies tourbeuses avec des graminées, des mousses (mais pas de sphaignes ), des carex, des joncs et des arbustes, et des prairies riveraines composées principalement de Plantago tubulosa et Werneria pygmaea .
Les bofedales fournissent du pâturage a de nombreux herbivores ;   aux guanacos, vigognes, cerfs de Virginie, taruca et viscacha, elles sont visités par les canards, l'oie andine et d'autres oiseaux, et fournissent un habitat à divers rongeurs, le renard andin et le chat de la pampa . Parce que D. muscoides est à feuilles persistantes, il fournit un pâturage important toute l'année pour les lamas et les alpagas domestiques, ainsi que pour les moutons et les bovins introduits. Cependant, le climat devient plus sec et plus chaud dans les Hautes Andes, les glaciers qui fournissent l'eau de fonte aux bofedales rétrécissent, la nappe phréatique diminue pendant de longues périodes, les précipitations diminuent et la pression de pâturage est élevée. Ces conditions climatiques seront probablement défavorables à D. muscoides, les bofedales diminuant dans certaines zones, se transformant en prairies de puna, dominées par des graminées grossières en touffes qui sont beaucoup moins nutritives pour le bétail .